# Nastanthus compactus
Nastanthus compactus är en calyceraväxtart som först beskrevs av Rodolfo Amando Philippi, och fick sitt nu gällande namn av John Miers. Nastanthus compactus ingår i släktet Nastanthus och familjen calyceraväxter. Inga underarter finns listade i Catalogue of Life.